# Omar al-Mokhtar
Pour les articles homonymes, voir Mokhtar.
 (juin 2009).
Si vous disposez d'ouvrages ou d'articles de référence ou si vous connaissez des sites web de qualité traitant du thème abordé ici, merci de compléter l'article en donnant les références utiles à sa vérifiabilité et en les liant à la section « Notes et références ».
Omar al-Mukhṫār Muḥammad bin Farḥāṫ al-Manifī (20 août 1858 - 16 septembre 1931), surnommé « Cheikh des Moudjahidins », ou plus connu dans le monde arabe sous le surnom du lion du désert, est un cheikh musulman libyen connu pour avoir organisé la résistance armée à la colonisation italienne de la Libye au début du XXe siècle.

## Origines

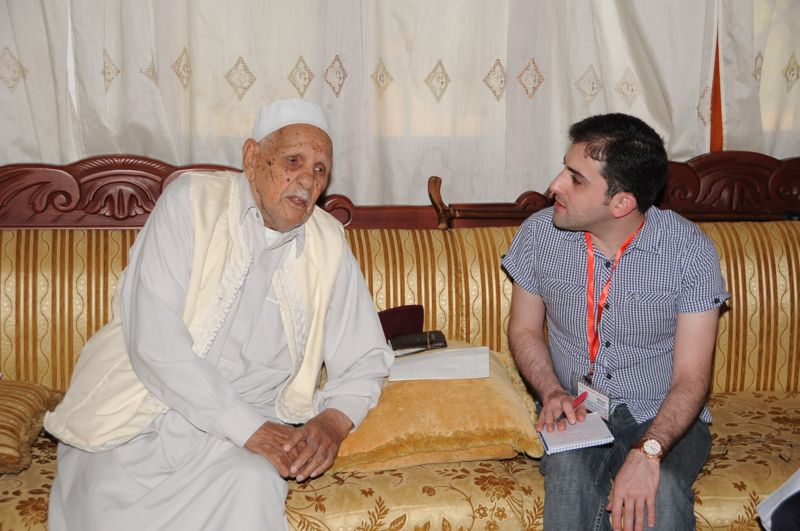
Son fils Mohammad Omar al-Mokhtar en 2013.

Il est l'une des plus célèbres figures des résistances arabes et musulmanes. Il est d'origine adnanite (Arabes du Nord), de la tribu des Banu Hilal et plus précisément de la maison de Farahat, de la tribu arabe Bridan, qui est une branche de la tribu Al-Manfah ou Al-Munif, qui appartient à Abdul Manaf bin Hilal bin Amer bin Sa`sa bin Mu`awiyah bin Bakr bin Hawazin, la première des tribus hilaliennes à entrer à Barqa. Sa mère est Aisha bint Muhareb.
Il perd son père Mokhtar Ben Omar à 16 ans, lorsque celui-ci fait route pour le pèlerinage musulman à La Mecque. Il reçoit une éducation au sein des mosquées de la confrérie Sanoussi. Pendant 8 ans, il suit des cours de sciences islamiques à l'institut supérieur. Ses qualités morales lui attirent l'admiration des cheikhs et la confiance de ses chefs. Il est nommé en 1897, par El-Sayed El-Mahdi, cheikh de la mosquée Al-Okour.
Il ne se marie qu'une seule fois et a un fils, nommé Mohammad Omar al-Mokhtar (1921-2018).

## Invasion de la Libye par l'Italie
Dans le cadre de la doctrine du colonialisme développée durant la seconde partie du XIXe siècle, l'Italie fraîchement unifiée décide de constituer son propre empire, jetant son dévolu sur la Libye alors administrée par l'Empire ottoman. La guerre italo-turque débute le 29 septembre 1911 et s'achève par l'accord de conciliation d'Ouchy-Lausanne en 1912 qui officialise le contrôle italien sur ce territoire ottoman.
Avec la défaite ottomane de 1912, le frère aîné d'Enver Pacha, Nouri Pacha rencontra Mokhtar en Égypte en 1922 pour envoyer des armes à la résistance mais il s’est avéré que cette tentative n’a pas été couronnée de succès. Selon certains historiens ; Mokhtar a essayé d'établir un contact avec Mustafa Kemal Atatürk après la république ; Cependant, les lettres qu’il a écrites ont été saisies par les forces coloniales italiennes.

## Résistance d'Omar al-Mokhtar
Répondant aux directives de l'émir Mohammed Idriss el-Sanoussi, Omar al-Mokhtar se porte à la tête de la résistance à la colonisation italienne et adopte une stratégie de lutte contre les Italiens, fondée sur la formation d'un commandement militaire unifié, sur la collecte de taxes sur les animaux et les récoltes, alors que les tribus équipent les combattants en armes et en approvisionnements. Tous ces efforts font de la résistance un tissu socio-économique très solide.
Il engage une lutte de guérilla dans les forêts et vallées du Djebel al Akhdar (la montagne verte) surplombant la côte de Cyrénaïque dans l'est libyen. Cette stratégie lui permet de tendre de multiples embuscades à l'ennemi et de prendre par surprise l'armée italienne, mieux organisée, nombreuse et bien armée.
En 1922, quand le pouvoir devient fasciste, l'Italie dénonce tous ses accords avec Idriss El-Senoussi et reprend l'épreuve de force militaire. Idriss El-Senoussi doit se réfugier en Égypte cette même année et les tribus de la résistance exercent le commandement effectif sous la direction d'Omar al-Mokhtar.

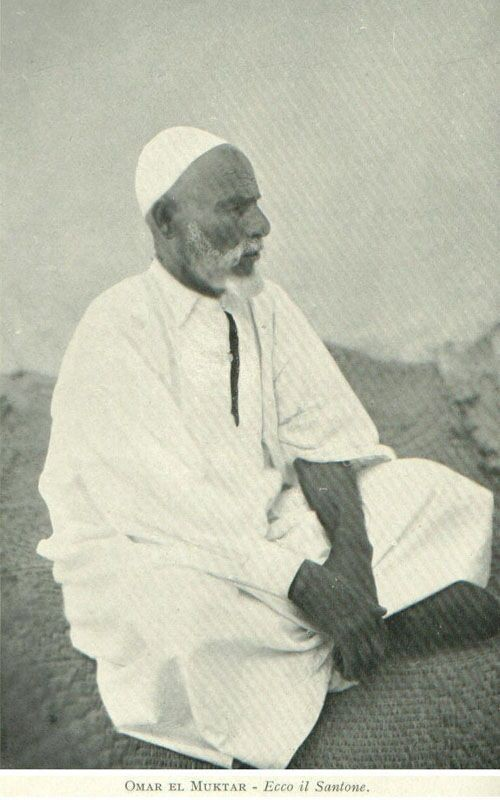

Quand le mouvement de la résistance est en butte à des problèmes de ravitaillement en armes et en vivres, Omar al-Mokhtar demande l'aide d'Idriss El-Senoussi qui ne peut lui venir en aide en raison de ses propres difficultés financières.
Omar al-Mokhtar poursuit cependant sa lutte. La résistance s'engage dans de multiples combats et le cercle des activités des moudjahidins s'élargit dans le Djebel Akhdar, les tribus arabes se joignent aux rangs des combattants.
Les Italiens essaient de faire cesser son combat en lui proposant une somme mensuelle de 50000 lires, en échange de la signature par Sayed Reda, représentant d'Idriss El-Senoussi dans le mouvement de la résistance, d'un traité de paix avec eux, mais Omar al-Mokhtar refuse par ces mots : « Notre foi profonde nous incite au djihad ».
Omar al-Mokhtar réussit à remporter plusieurs victoires contre l'armée italienne qui font sa renommée, dont les combats d'El-Kafra, El-Rahiba, Akila, El-Matmoura, Karassa.

## Capture et exécution

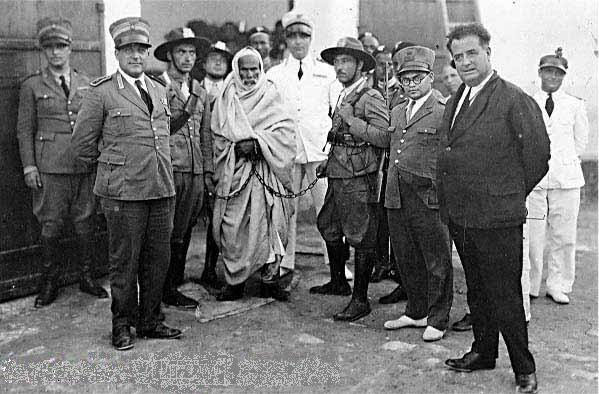
Photo d'Omar al-Mokhtar enchaîné après sa capture.

Le 12 septembre 1931, alors qu'il effectue une mission de reconnaissance à la tête de 40 cavaliers, Omar al-Mokhtar tombe dans une embuscade tendue par les Italiens. Il est arrêté et livré au commandement italien.
Le 15 septembre 1931, il est jugé rapidement en une heure et quart, et condamné à mort. L'exécution a lieu le 16 septembre 1931, 20 000 Libyens y assistent. Al-Mokhtar s'avance à pas sûrs, répétant la chahada (profession de foi musulmane), avant d'être pendu. Puis les Italiens transportent sa dépouille vers le cimetière d'El-Saberine à Benghazi et font garder sa tombe.

## Commémoration

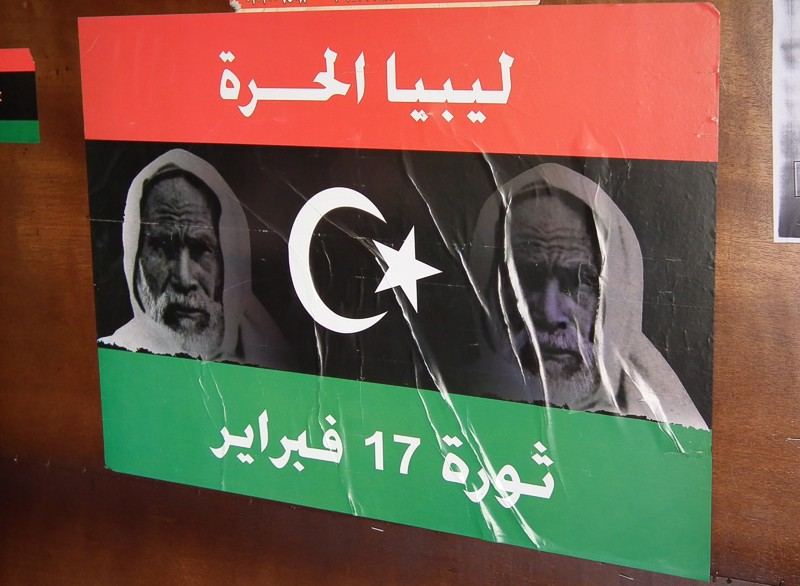
Omar al-Mokhtar représenté sur le drapeau du royaume de Libye, un symbole des insurgés libyens durant la Guerre civile libyenne de 2011.

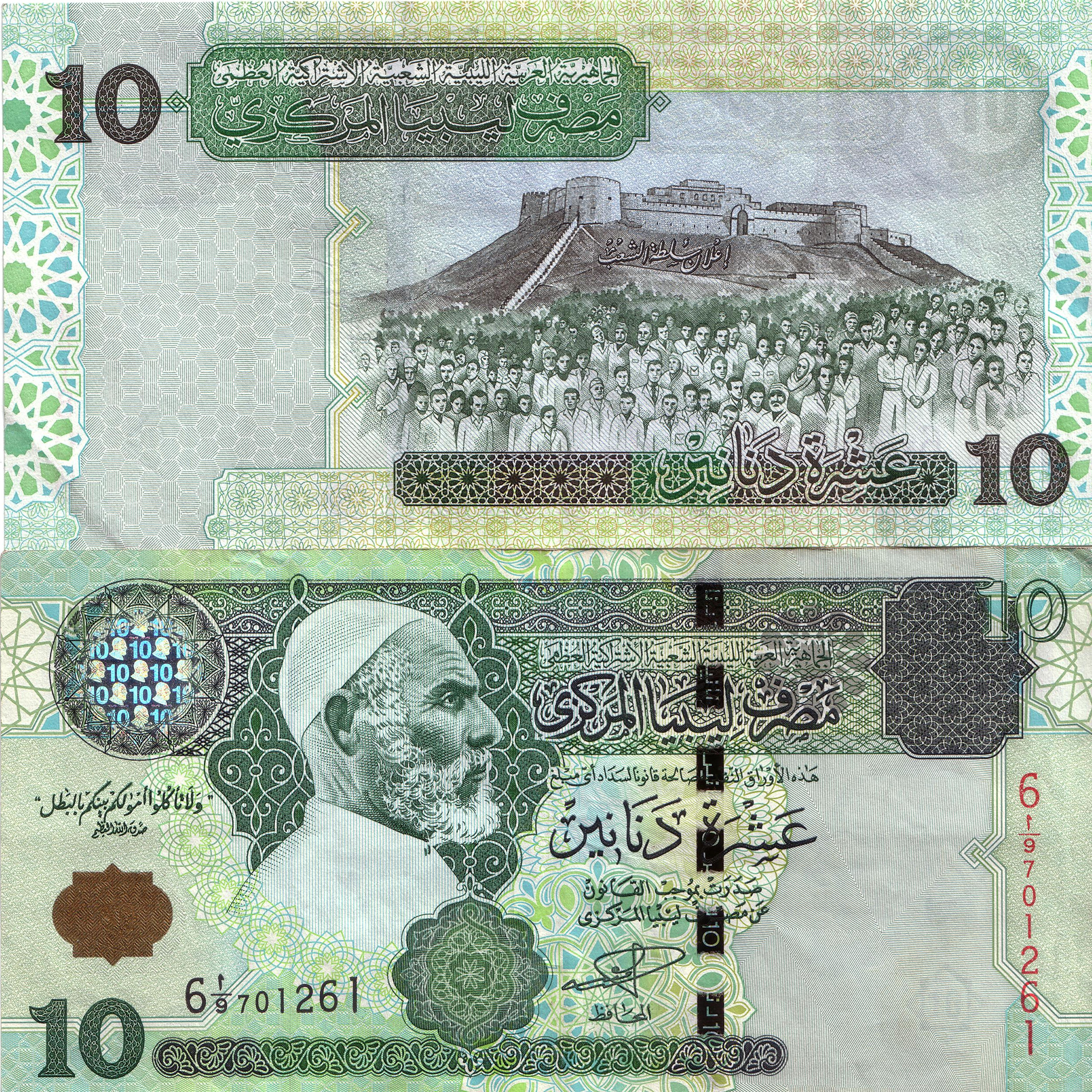
Billet de 10 dinars.

La Libye considère le 16 septembre jour de deuil et de commémoration du martyre de Omar al-Mokhtar. Un musée dédié à sa mémoire a été érigé; y sont exposées, les armes utilisées par Omar al-Mokhtar et ses compagnons contre les Italiens. Sous le régime de Mouammar Kadhafi, le billet de 10 dinars libyens de 2004 est frappé à l'effigie d'Omar al-Mokhtar.
Il existe aussi un pont du nom de Omar al-Mokhtar dans le Wadi al-Kuf et son portrait y est suspendu. On peut enfin encore voir la grotte où il se réfugiait souvent. Son mausolée, autrefois Place des Martyrs à Benghazi, a été déplacé récemment à Solouk, petite ville à 70 km au sud de Benghazi, où il fut pendu.
Durant la première guerre civile libyenne, les forces rebelles se réapproprient l'image d'Omar al-Mokhtar qui est utilisée pour symboliser une Libye libre et unie. Le héros national est représenté sur divers drapeaux et affiches des insurgés libyens.
La version actuelle de l'hymne national libyen Libye, Libye, Libye l'évoque.

## Postérité

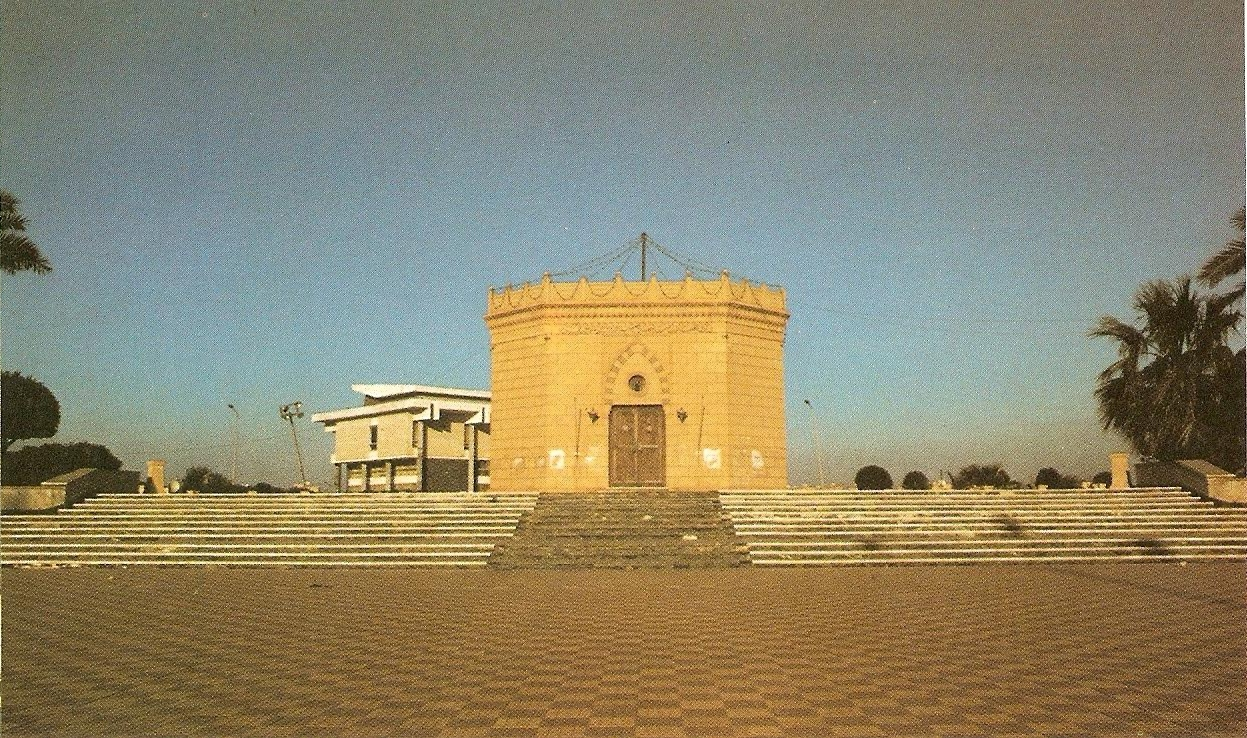
Mausolée.

Le personnage de Omar al-Mokhtar devient par l'intermédiaire du film américano-libyen, Le Lion du désert (Lion of the Desert), du réalisateur américain d'origine syrienne, Moustapha Akkad, le héros de l'un des épisodes les plus importants et symboliques de la résistance libyenne et, par extension, de la mythologie nationale libyenne. Le film le dépeint en une figure emblématique de la résistance anticolonialiste, et en un martyr de la cause nationale libyenne.
Omar al-Mokhtar est incarné dans le film par l'acteur mexico-américain Anthony Quinn.